# Gérard Abraham van Rijnberk

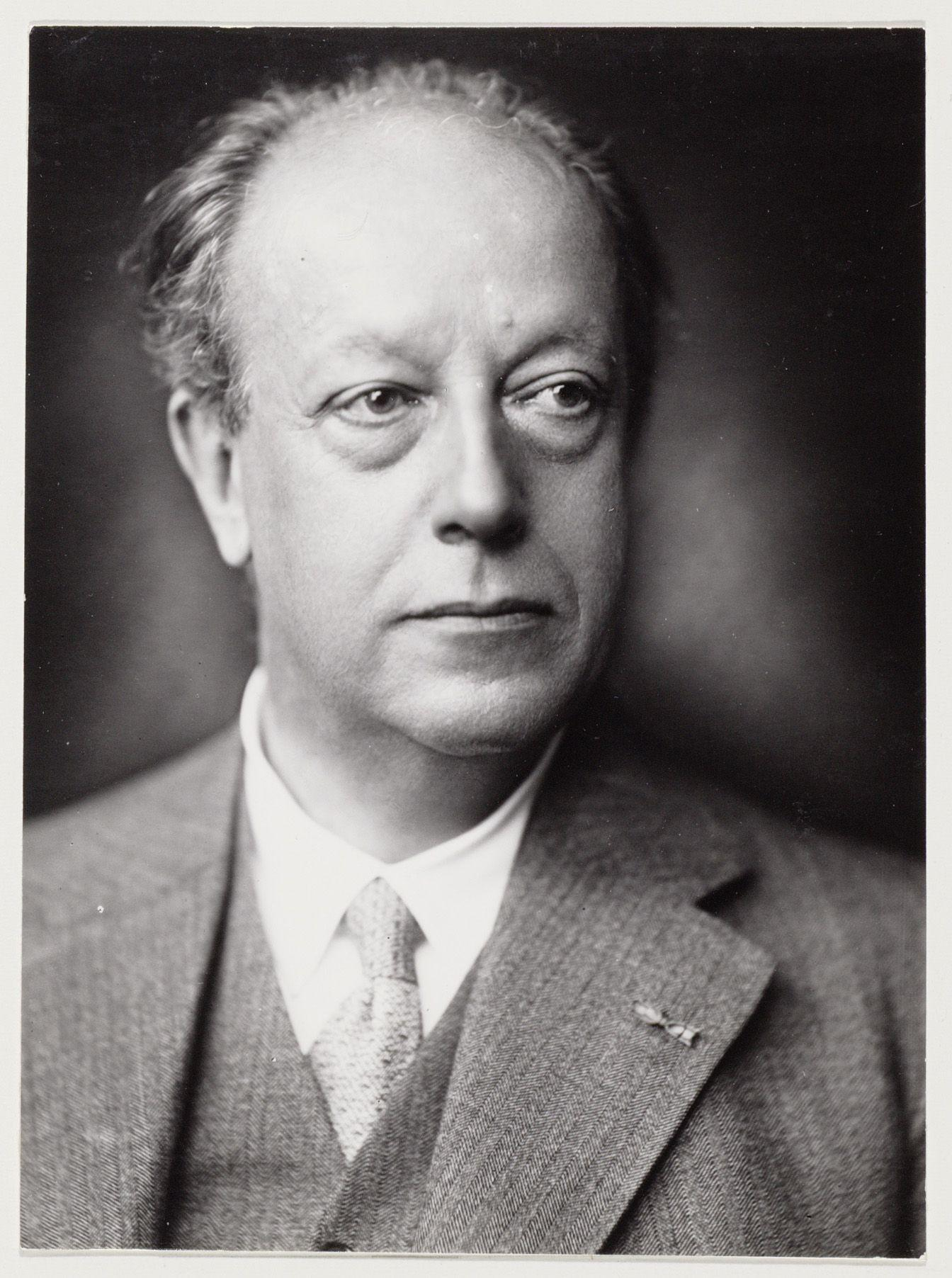
Gerard Abraham van Rijnberk (1934)

Gérard Abraham van Rijnberk (ur. 15 sierpnia 1875 w Goudzie, zm. 30 września 1953) – holenderski lekarz, profesor fizjologii, wieloletni redaktor naczelny pisma "Nederlandsch Tijdschrift voor Geneeskunde". Podczas niemieckiej okupacji  Holandii kontynuował wydawanie pisma, co ściągnęło na niego zarzuty o kolaborację z nazistami. Jako fizjolog pozostawił cenione publikacje na temat neurofizjologii móżdżku.